# 家族でハッスル歌合戦
『家族でハッスル歌合戦』（かぞくでハッスルうたがっせん）は、1976年8月2日から同年9月3日までフジテレビ系全国ネットの帯番組枠『お昼のスペシャル』で放送されていたフジテレビ製作の歌謡番組である。全20回。放送時間は毎週月曜 - 金曜 12:15 - 13:00 （日本標準時）。

## 概要
夏休みのさなか、毎回一般人家族が3人1組のチーム（子供を含む）を組んで出場していた視聴者参加型番組。笑福亭鶴光と高橋基子が司会を、各回のゲスト出演者たちが審査員を務めていた。出場チームは各々の得意とする歌謡曲や民謡を歌ったり、歌手のものまねをしたりして競いあっていた。